# Santibáñez el Bajo
Santibáñez el Bajo – gmina w Hiszpanii, w prowincji Cáceres, w Estramadurze, o powierzchni 46,15 km². W 2011 roku gmina liczyła 797 mieszkańców.